# Michael Goodliffe
Michael Goodliffe, född 1 oktober 1914 i Bebington, död 20 mars 1976 i Wimbledon, London, var en brittisk skådespelare. Han medverkade framförallt i många filmer som rörde andra världskriget. Under kriget hade han själv varit krigsfånge i Tyskland. På 1970-talet hade han en av huvudrollerna i TV-serien Sam där han spelade en arbetslös gruvarbetare. 

## Filmografi
| År      | Titel                              | Roll                                                              | Noter         |
| ------- | ---------------------------------- | ----------------------------------------------------------------- | ------------- |
| 1946    | Saint Joan                         | Martin Ladvenu                                                    | TV-film       |
| 1946    | The Words Upon the Window Pane     | John Corbet                                                       | TV-film       |
| 1947    | The Tragedy of Romeo and Juliet I  | Tybalt                                                            | TV-film       |
| 1947    | The Tragedy of Romeo and Juliet II | Tybalt                                                            | TV-film       |
| 1948    | Det hemliga rummet                 | Till                                                              |               |
| 1949    | Stop Press Girl                    | McPherson                                                         |               |
| 1949    | Deep Waters                        | Tabor                                                             |               |
| 1950    | Trähästen                          | Robbie                                                            |               |
| 1951    | Med flaggan i topp                 | Överste Caillard                                                  |               |
| 1951    | Svarta skuggor                     | Martens                                                           |               |
| 1952    | Timmen 13                          | Anderson                                                          |               |
| 1952    | Plan for Coal                      | Berättare                                                         | Kortfilm      |
| 1953    | Smugglarskeppet                    | Ragan                                                             |               |
| 1953    | Rob Roy                            | Robert Walpole                                                    |               |
| 1954    | Laddade timmar                     | Kennedy                                                           |               |
| 1954    | John Wesley                        | -                                                                 |               |
| 1954    | The Crowded Day                    | Eves make                                                         |               |
| 1955    | Slutet på historien                | Smythe                                                            |               |
| 1955    | Douglas Fairbanks, Jr., Presents   | Konstapel Fraser                                                  | TV-serie      |
| 1955    | Kronan och svärdet                 | Greve De Dunois                                                   |               |
| 1955    | Dial 999                           | John Moffat                                                       |               |
| 1956    | Lilli Palmer Theatre               | Freddy                                                            | TV-serie      |
| 1956    | The End Begins                     | Överste Ridgewell                                                 | TV-serie      |
| 1956    | Mord i misshugg                    | Larry Buckham                                                     |               |
| 1956    | Jagad över haven                   | Kapten McCall                                                     |               |
| 1956    | Linkspan                           | Berättare                                                         | Kortfilm      |
| 1957    | The Adventures of Peter Simple     | Peters farbror                                                    | TV-serie      |
| 1957    | Natten det brann                   | Kommissarie Barnes                                                |               |
| 1957    | BBC Sunday-Night Theatre           | Joe Pringle Utredaren Udolphus McCluskey                          | TV-serie      |
| 1957    | Han som kom undan                  | Förhörsledare                                                     |               |
| 1958    | Chaucer's England                  | Chefen                                                            | Kortfilm      |
| 1958    | Spion M 15                         | Kodknäckare                                                       |               |
| 1958    | Fånglägret den blodiga ön          | Fader Paul Anjou                                                  |               |
| 1958    | Sailor of Fortune                  | Levin Löjtnant Tiffany                                            | TV-serie      |
| 1958    | Oss fifflare emellan               | Nelson                                                            |               |
| 1958    | Titanics undergång                 | Thomas Andrews                                                    |               |
| 1958    | Further Up the Creek               | Blakeney                                                          |               |
| 1958    | The Lost King                      | Fouche                                                            | TV-serie      |
| 1959    | ITV Television Playhouse           | Mr "A" Prodgers                                                   | TV-serie      |
| 1959    | Three Crooked Men                  | Kund                                                              |               |
| 1959    | De 39 stegen                       | Brown                                                             |               |
| 1959    | The Invisible Man                  | Crompton                                                          | TV-serie      |
| 1959    | The White Trap                     | Kommissarie Walters                                               |               |
| 1959    | Interpol Calling                   | Wolf Barstrom                                                     | TV-serie      |
| 1960    | Sänk Bismarck!                     | Kapten Banister                                                   |               |
| 1960    | Orfeus testamente                  | Berättare                                                         | Ej krediterad |
| 1960    | Lazarus                            | Dr Gioni                                                          | TV-film       |
| 1960    | Helyllesabotören                   | Detektiven                                                        |               |
| 1960    | Flykt i natten                     | Fader Desmaines                                                   |               |
| 1960    | Peeping Tom – en smygtittare       | Don Jarvis                                                        |               |
| 1960    | Gröna nejlikan                     | Charles Gill                                                      |               |
| 1960    | Theatre Night                      | Harlow Edison                                                     | TV-serie      |
| 1960    | Julius Caesar                      | Brutus                                                            | TV-serie      |
| 1961    | No Love for Johnnie                | Dr West                                                           |               |
| 1961    | Jordens sista dag                  | Jackson                                                           |               |
| 1962    | Thirty Minute Theatre              | -                                                                 | TV-serie      |
| 1962    | Number Six                         | Hallett                                                           |               |
| 1962    | Captain Brassbound's Conversion    | Sir Howard Hallam                                                 | TV-film       |
| 1962    | Jigsaw                             | Clyde Burchard                                                    |               |
| 1962    | Zero One                           | Peter Elkinson                                                    | TV-serie      |
| 1962    | Man of the World                   | Galsworth                                                         | TV-serie      |
| 1962-63 | The Edgar Wallace Mystery Theatre  | Sir Harold Trevitt Hallett                                        | TV-serie      |
| 1963    | Ghost Squad                        | Ribas                                                             | TV-serie      |
| 1963    | Helgonet                           | Dr Howard Quintus                                                 | TV-serie      |
| 1963    | 80,000 Suspects                    | Clifford Preston                                                  |               |
| 1963    | BBC Sunday-Night Play              | Alec Nightingale Andrew Blaikie                                   | Miniserie     |
| 1963    | A Stitch in Time                   | Läkare                                                            | Ej krediterad |
| 1963    | Maigret                            | Dr Javet                                                          | TV-serie      |
| 1964    | Mannen i mitten                    | Överste Shaw                                                      |               |
| 1964    | Dubbelspel                         | Advokat                                                           | Ej krediterad |
| 1964    | 633 Divisionen                     | Frank Adams                                                       |               |
| 1964    | 7:e gryningen                      | Trumphey                                                          |               |
| 1964    | Förstenad av skräck                | Professor Jules Heitz                                             |               |
| 1964    | Troubled Waters                    | Jeff Driscoll                                                     |               |
| 1964-65 | Z Cars                             | Kommissarie Parker                                                | TV-serie      |
| 1965    | Von Ryan's Express                 | Kapten Stein                                                      |               |
| 1965    | Love Story                         | Stanley Manning                                                   | TV-serie      |
| 1966    | The Idiot                          | General Epanchin                                                  | Miniserie     |
| 1966    | Court Martial                      | Överste Helmut Kirst                                              | TV-serie      |
| 1966    | The Avengers                       | Professor Keller                                                  | TV-serie      |
| 1964-66 | Theatre 625                        | Petrovykh Goetz Dr. Bergman                                       | TV-serie      |
| 1964-66 | The Wednesday Play                 | Adrian Tenterden Mr. Douglas                                      | TV-serie      |
| 1966    | The Power Game                     | Geoffrey Packard                                                  | TV-serie      |
| 1966    | Redcap                             | Kapten Benning                                                    | TV-serie      |
| 1966    | Knock on Any Door                  | Make                                                              | TV-serie      |
| 1966    | ITV Play of the Week               | Major Rhodes Edward Toby Weldon-Clarke Michael Lessing John Brown | TV-serie      |
| 1966    | Thirteen Against Fate              | Franz van Malderen                                                | TV-serie      |
| 1966    | The New Inferno                    | -                                                                 | Dokumentär    |
| 1967    | Generalernas natt                  | Hauser                                                            |               |
| 1967    | Den stora stöten                   | Överstelöjtnant Paling                                            |               |
| 1967    | Softly Softly                      | Marham                                                            | TV-serie      |
| 1967    | Inheritance                        | Oldroyd                                                           | TV-serie      |
| 1967    | Man in a Suitcase                  | Michael Hornsby                                                   | TV-serie      |
| 1968    | The Troubleshooters                | Ivor Brangwyn                                                     | TV-serie      |
| 1968    | Pere Goriot                        | Pere Goriot                                                       | TV-serie      |
| 1968    | Fixaren                            | Ostrovsky                                                         |               |
| 1969    | Callan                             | Hunter                                                            | TV-serie      |
| 1969    | W. Somerset Maugham                | Lord Mountdrago                                                   | TV-serie      |
| 1969    | Canterbury Tales                   | Walter                                                            | TV-serie      |
| 1969    | Randall and Hopkirk (Deceased)     | Arthur de Crecy                                                   | TV-serie      |
| 1970    | The Woodlanders                    | George Melbury                                                    | TV-serie      |
| 1970    | Cromwell                           | Advokat                                                           |               |
| 1970    | Special Branch                     | Gillard                                                           | TV-serie      |
| 1970    | Thirty-Minute Theatre              | Sir Michael Decuman Ministern                                     | TV-serie      |
| 1970    | BBC Play of the Month              | Duncan                                                            | TV-serie      |
| 1970    | Softly Softly: Task Force          | Grenville                                                         | TV-serie      |
| 1970    | Armchair Theatre                   | David Mr. Lansing Fleming                                         | TV-serie      |
| 1970    | Roads to Freedom                   | Neville Chamberlain                                               | TV-serie      |
| 1971    | Dixon of Dock Green                | Garfield Fenton                                                   | TV-serie      |
| 1971    | Hadleigh                           | Dr John Salter                                                    | TV-serie      |
| 1971    | Hine                               | Sir Christopher Pendle                                            | TV-serie      |
| 1971    | Willy Wonka och chokladfabriken    | Mr. Teavee                                                        | Ej krediterad |
| 1971    | The Johnstown Monster              | McNeil                                                            |               |
| 1972    | Jason King                         | Presidenten                                                       | TV-serie      |
| 1972    | Henrik VIII och hans sex hustrur   | Thomas More                                                       |               |
| 1973    | Hitlers sista dagar                | Helmuth Weidling                                                  |               |
| 1973    | Don't Be Like Brenda               | Berättare                                                         | Kortfilm      |
| 1974    | The Protectors                     | De Santos                                                         | TV-serie      |
| 1974    | Mannen med den gyllene pistolen    | Stabschef Bill Tanner                                             | Ej krediterad |
| 1975    | Armchair Cinema                    | Dr. David Murray                                                  | TV-serie      |
| 1975    | Sam                                | Jack Barraclough                                                  | TV-serie      |
| 1976    | En dotter åt djävulen              | George de Grass                                                   |               |
| 1976    | Sutherland's Law                   | James Kilmichael                                                  | TV-serie      |
| 1976    | The Madness                        | General Queipo de Llano                                           | TV-film       |